# Casa das Artes
A Casa das Artes é um espaço cultural multiuso na cidade de Belém (Pará), gerido pela Fundação Cultural do Pará desde janeiro de 2015.
A edificação onde funciona a Casa das Artes foi construída na segunda metade do século XIX para abrigar o 15º Batalhão de Infantaria do Exército. Em 1999, foi revitalizada para sediar o antigo Instituto de Artes do Pará (IAP). Em 2015, passou a sediar a Casa das Artes, um Centro de Experimentação e Pesquisa em Artes e Cultura, cobrindo cursos e oficinas nas artes visuais, cênicas, musicais e literárias, além de outras expressões artísticas e identitárias.

Neste sentido, os espaços que a compõem (entre eles auditório/cinema, biblioteca, galeria, sala de dança) sediam ações de economia criativa e solidária, e exposições para disseminação das múltiplas culturas que compõem a identidade amazônica.